# BSエンターテインメント
『BSエンターテインメント』は、2002年1月13日から2010年3月28日までNHK BS2で放送されていたテレビ番組である。

## 概要
週末のプライムタイムに放送する長時間番組枠。

## 放送時間
- 2002年1月 - 2004年3月：日曜 19:20 - 21:20
- 2004年4月 - 2005年3月：日曜 19:30 - 21:30
- 2005年4月 - 2006年12月
  - 土曜 19:30 - 21:30
  - 日曜 19:30 - 21:00
- 2007年1月 - 3月
  - 土曜 20:00 - 22:00
  - 日曜 19:30 - 21:00
- 2007年4月 - 2009年3月
  - 金曜 21:00 - 22:30
  - 土曜 20:00 - 23:00
  - 日曜 19:30 - 21:00
- 2009年4月 - 2010年3月：土曜 20:00 - 23:00

## 放送リスト
2002年
- 1月13日 火星は僕らの惑星だ
- 1月20日 さだまさし・原田泰治のアート紀行 心の原風景を訪ねて
- 2月3日 BS列車・どーも君号が行く
- 2月10日 詩のボクシング5
- 3月10日 フォーク大集合 とっておきスペシャル
- 3月17日 BS列車・どーも君号が行く
- 3月31日 BS日本のうたスペシャル あなたの町のベストテン
- 4月14日 エルトン・ジョン ライブ イン ジャパン
- 4月21日 尾崎豊 青春の叫び BORN TO RUN
- 5月5日 テディベアは永遠の友達 100年目のバースデー
- 5月12日 世界の教科書クイズ2002
- 5月26日 ITキング決定戦
- 6月2日 巨匠対決 洋菓子はアートだ!
- 6月9日 にっぽんのジャズ大全集
- 6月16日 神の波に乗れ ハワイ・伝説の大波に挑む
- 6月23日 オールディーズ大全集
- 7月7日 中山美穂・魂の旅 小説“アルケミスト”の世界を探して
- 7月14日 永遠のフォーク名曲集
- 7月21日 トップ10発表 これがアメリカのジェットコースターだ 風の向こうにアメリカンスピリッツが見えた
- 8月11日 感動!2002夏 高校生ＩＴキング決定戦
- 9月1日 ビーチ・ボーイズ フォーエバー
- 9月8日 世界のシルバー オンステージ
- 10月13日 華麗なる世界のショー
- 10月20日 アジア2002 ミュージックフェスティバル イン 上海
- 10月27日 日中友好芸能フェスティバル
- 11月3日 美形競演
- 11月10日 アメリカ・トレッキング紀行
- 12月8日 BS日本のうた ワンマンショー傑作選
- 12月22日 生リク!伝説のスーパースター大全集

2003年
- 1月12日 世界の教科書クイズ
- 1月19日 阿久悠 時代を超えた歌たちよ！
- 5月11日 ビー・ジーズ フォーエバー
- 5月25日 大爆笑50年 漫才大全集
- 7月6日 とことん見せます!
- 8月17日 モーニング娘。と仲間たち
- 9月7日 世界のマジック大百科
- 10月5日 とことん見せます!
- 11月9日驚異の大マジック FISM2003 オランダ大会
- 11月16日 世界は歌う 世界は踊る
- 12月21日 わが青春のフォークソング 心に残るこの名曲

2004年
- 1月11日 素晴らしきハワイ フラダンス・ウクレレ・キルトの世界
- 1月25日 雑技に生きる 中国エンターテインメント紀行
- 2月1日 アメリカン ミュージック アウォード
- 2月29日 CHAGE and ASKA カウントダウンライブ in 札幌ドーム
- 4月10日 永遠のヒーロー 石原裕次郎
- 4月24日 尾崎豊・十代の素顔 不滅の名曲 その原点に迫る
- 7月3日 50'S アメリカン ヒッツ
- 7月17日 爆笑・不思議?マジック・マジック大全集
- 8月14日 とことん見せます!90'S全米ヒット・チャートNO.1

2005年
- 1月15日 第32回 アメリカン ミュージック アウォード
- 2月12日 永遠のフォークソング名曲集
- 11月6日 歌伝説　ちあきなおみの世界
- 12月12日 ロック誕生50年
- 12月13日 ロック誕生50年
- 12月14日 ロック誕生50年
- 12月25日 グレートマジック大集合

2006年
- 1月29日 宇崎竜童・岩城滉一・世良公則
- 2月12日 昭和歌謡黄金時代
- 3月21日 大集合!わが青春のグループサウンズ
- 3月24日 ロック誕生50年　ロック50年の歴史・全部見せますSP
- 4月29日 昭和歌謡黄金時代
- 7月17日 わが愛しのキャンディーズ
- 7月30日 驚異のマジシャン 前田知洋の世界
- 8月19日 歌伝説 ザ・ピーナッツの世界
- 9月30日 エンターテイナー華麗なる技の秘密
- 11月24日 昭和歌謡黄金時代 中村八大といずみたく
- 12月16日 昭和歌謡黄金時代 作曲家 市川昭介 笑顔が生んだ名曲集

2007年
- 1月6日 昭和歌謡黄金時代 値千金 この人この一曲
- 1月20日 歌伝説 青江三奈の世界
- 2月25日 昭和歌謡黄金時代 春日八郎と三橋美智也
- 3月24日 坂崎幸之助の一夜限りの音楽ライブ
- 4月28日 尾崎豊 15年目のアイラブユー
- 5月26日 エンターテイナー華麗なる技の秘密II
- 7月16日 黄金の映画音楽館
- 8月6日 歌伝説 岸洋子の世界
- 9月14日 坂崎幸之助の一夜限りの音楽ライブVOL2
- 11月4日 昭和歌謡黄金時代 フランク永井と松尾和子
- 11月9日 昭和歌謡黄金時代 遠藤実 歌の道50年

2008年
- 1月19日 魅惑のスタンダード・ポップス
- 2月17日 歌伝説 愛の讃歌 作詞家 岩谷時子
- 3月22日 黄金の映画音楽館II
- 4月26日 歌伝説 河島英五の世界
- 5月10日 歌伝説 松山恵子の世界
- 6月28日 坂崎幸之助の一夜限りの音楽ライブVOL.3
- 7月26日 どれみふぁワンダーランド
- 9月27日 エンターテイナー 華麗なる技の秘密III
- 10月17日 カーペンターズ・オール・リクエスト
- 11月23日 昭和歌謡黄金時代 作詞家星野哲郎 日本の心を綴って50年
- 12月20日 私のうたの道 石川さゆり

2009年
- 1月31日 さだまさし!音楽を愛する心のビッグショー
- 3月1日 歌伝説 フランク永井の世界
- 3月22日 大いなる明日へ 復活!吉田拓郎
- 4月18日 昭和歌謡黄金時代 作詞家・吉岡治
- 5月16日 決戦!落語家サバイバル
- 6月27日 華麗なるショーの世界
- 7月4日 昭和歌謡黄金時代 作曲家・船村徹
- 10月3日 美のメロディー・音楽の女神たち
- 11月14日 歌伝説 ちあきなおみ・ふたたび
- 11月15日 歌伝説 安井かずみの世界

2010年
- 1月9日 南こうせつの青春とはなんだ?
- 2月6日 西田・武田の笑モード
- 3月28日 ウエルカム・ミュージック・クラブ宇崎・阿木の“あうん”交遊録